# Javier Arriaga
Javier Antonio Arriaga Chávez (El Negrito, Yoro, Honduras; 1 de agosto de 2004) es un futbolista hondureño. Juega como defensa y su actual club es el Marathón de la Liga Nacional de Honduras.

## Selección nacional

### Categorías inferiores

#### Participaciones en Copas del Mundo
| Mundial                | Sede      | Resultado      | Partidos | Goles |
| ---------------------- | --------- | -------------- | -------- | ----- |
| Mundial Sub-20 de 2023 | Argentina | Fase de grupos | 3        | 0     |

#### Participaciones en Juegos Panamericanos
| Torneo                       | Sede  | Resultado     | Partidos | Goles |
| ---------------------------- | ----- | ------------- | -------- | ----- |
| Juegos Panamericanos de 2023 | Chile | Séptimo lugar | 4        | 0     |

## Estadísticas

### Clubes
Actualizado al último partido disputado el 9 de marzo de 2024.
| Club                     | Div.          | Temporada     | Liga  | Liga  | Copas nacionales | Copas nacionales | Copas internacionales | Copas internacionales | Total | Total |
| Club                     | Div.          | Temporada     | Part. | Goles | Part.            | Goles            | Part.                 | Goles                 | Part. | Goles |
| ------------------------ | ------------- | ------------- | ----- | ----- | ---------------- | ---------------- | --------------------- | --------------------- | ----- | ----- |
| Atlético Junior Honduras | 2.ª           | ¿?-2022       | ?     | ?     | ―                | ―                | ―                     | ―                     | ?     | ?     |
| Atlético Junior Honduras | Total club    | Total club    | ¿?    | ?     | ?                | ?                | 0                     | 0                     | ¿?    | ?     |
| C. D. Marathón Honduras  | 1.ª           | 2022-23       | 29    | 0     | ―                | ―                | ―                     | ―                     | 29    | 0     |
| C. D. Marathón Honduras  | 1.ª           | 2023-24       | 25    | 1     | ―                | ―                | ―                     | ―                     | 25    | 1     |
| C. D. Marathón Honduras  | Total club    | Total club    | 54    | 1     | 0                | 0                | 0                     | 0                     | 54    | 1     |
| Total carrera            | Total carrera | Total carrera | 54    | 1     | 0                | 0                | 0                     | 0                     | 54    | 1     |